# Wendisch Börgitz
Wendisch Börgitz ist ein Wohnplatz im Ortsteil Börgitz der Hansestadt Stendal im Landkreis Stendal in Sachsen-Anhalt.

## Geografie
Wendisch Börgitz liegt direkt westlich des Dorfes Börgitz und etwa einen Kilometer nordöstlich von Uchtspringe. Er umfasst Teile der Straßen Lindenweg und Börgitzer Dorfstraße. Der Wohnplatz Wilhelmseiche schließt sich südlich an. Durch die Siedlung führt der Radfernweg Altmarkrundkurs.

## Geschichte
Im Jahre 1863 schrieb Johann Friedrich Danneil: „Zwischen Staats, Deutsch Börgitz und Volgfelde lag das Dorf Wendisch Börgitz, das 1487 noch stand, denn in diesem Jahr verkaufte Jacob von Gohre in Käthen an das Kloster Neuendorf eine Mark Stendalscher Renten aus Wendisch Börgitz.“ Der Historiker Peter P. Rohlach weist darauf hin, dass Danneils Angabe „Gercken I/103“, dort nur im 2. Register als „Gohre, Jacob, 1487. 103“ steht. Andere Autoren haben die Angaben von Danneil ungeprüft übernommen, so dass derzeit nicht nachvollziehbar ist, um welche Urkunde von 1487 es sich handelt.
Weitere Nennungen sind 1686 Wendisch Boergitz und 1779 Wendsche Börritz.
Im Brandenburgisches Landeshauptarchiv ist in einer Akte aus der Zeit zwischen 1789 und 1800 ein „Gesuch der Gemeinde Volgfelde um Untersuchung ihrer zu versteuernden und nicht im Besitz habenden Heideflecken, die wüste Feldmark Wendisch Börgitz genannt“ zu finden, die von dem Streit um das Gebiet berichtet, den Otto Korn näher erläuterte.
Wilhelm Zahn schrieb im Jahre 1909: „Das alte Dorf hat wahrscheinlich auf dem sogenannten Backofenberge zwischen der Gardelegen-Stendaler Chaussee und der Berlin-Lehrter Eisenbahn 0,75 Kilometer südwestlich von dem jetzigen Vorwerk gelegen.“
Eine Verbindung zur wendischen Siedlungsgeschichte bleibt offen.

### Vorwerk Wendisch-Börgitz
Historisch unabhängig vom heutigen Wohnplatz ist das Vorwerk Wendisch-Börgitz ⊙, das heute als Gehöft Lindenweg 9 fortbesteht. Es wurde im Jahre 1842 angelegt. Mit Datum vom 19. November 1842 teilte die Königliche Regierung zu Magdeburg mit:

„Der Landesdirektor von Kröcher zu Vinzelberg im Kreise Gardelegen hat jetzt auf dem ihm eigenthümlich gehörigen Theile der Feldmark Wendisch-Börgitz, unmittelbar an der Straße, die von Börgitz nach Gardelegen führt, da wo sich der Weg nach Luthäne von dieser scheidet, 170 Ruthen vom Dorfe Börgitz und 230 Ruthen von Modderkuhl entfernt, ein Vorwerksgehöfte in einem Quadrat, einem Zweifamilienhause, einer Scheune, Schaafstall, Schweinestall und einem andern Zweifamilienhause mit Stallgebäude bestehend, erbaut und will solches Wendisch=Börgitz benennen.“

### Einwohnerentwicklung
| Jahr | Einwohner |
| ---- | --------- |
| 1871 | 41        |
| 1885 | 43        |
| 1895 | 39        |
| 1905 | 39        |

## Religion
Die evangelischen Christen aus Wendisch-Börgitz waren früher in die Pfarrei Staats eingepfarrt. Sie werden heute betreut vom Pfarrbereich Kloster Neuendorf im Kirchenkreis Salzwedel im Propstsprengel Stendal-Magdeburg der Evangelischen Kirche in Mitteldeutschland.
Die katholischen Christen gehören zur Pfarrei St. Hildegard in Gardelegen im Dekanat Stendal im Bistum Magdeburg.